# 拿破仑：全面战争
《拿破仑：全面战争》是一個回合制策略與即时战术的遊戲，由Creative Assembly製作，世嘉公司發行。它是《帝國：全面战争》的獨立資料片。由The Creative Assembly开发并由Sega为Microsoft Windows和Mac OS X发布。拿破仑于2010年2月23日在北美发布，在欧洲发布2月26日。这个游戏是“全面战争”系列中的第六部独立部分。游戏在欧洲，北非和中东在18世纪末和19世纪初期。玩家扮演拿破仑·波拿巴（Napoleon Bonaparte）的角色，或他的主要竞争对手之一，在一个回合制的战略地图上进行部署，并参与随后的实时战斗。与前作《帝國：全面战争》包含了一个特殊的美国故事线一样，《拿破仑：全面战争》的特色是安排了三个按照拿破仑将军生涯排序的特别战役剧情。
拿破仑从视频游戏评论家得到了总体有利的评论。评论称赞游戏的视觉效果，故事驱动的广告系列和新的游戏功能。一些评论家批评游戏的弱AI，高系统要求，其范围有限 - 而其他人认为拿破仑过于类似于帝国，其系列中的前身。部分玩家认为拿破仑全面战争的战略地图过小，建议开发商加入北非局部的地图以增加游戏性。
2010年6月25日推出唯一一個戰役下載包—半島戰爭。它后来被零售作为帝国和拿破仑全面战争 - 2010年10月2日的年度游戏版本的一部分发布。
Feral Interactive于2013年1月28日发布了包含半岛运动和其他单元包的Mac OS X游戏版本。已于2013年7月3日在Mac上发布。
法国演员Stéphane Cornicard为拿破仑·波拿巴提供了原作的英语、法语、德語及西班牙语配音。已于2010年2月26日發售，公佈的有三種版本：標準版、帝國版和皇帝版（只適用于澳大利亞地區）。

## 故事背景
在《拿破崙：全面战争》中，是以法蘭西第一帝國皇帝拿破崙·波拿巴為主角，講述他從小軍官爬升為將軍、總督、執政官直到皇帝的漫長過程。拿破崙需要控制義大利半島的主導權、遠征埃及的馬木留克王朝及奥斯曼帝國，以及多次擊敗反法聯軍以征服歐洲，最後以跟威靈頓公爵決戰的滑鐵盧為最後戰場，並於戰敗後被流放到聖赫勒拿島收尾。

## 遊戲模式
《拿破崙：全軍破敵》承襲了前作《帝國：全軍破敵》的模式，模式分為多種：單人模式、多人連線模式，其中的單人模式又分為幾種：扮演拿破崙建立帝國征服世界的拿破崙會戰；扮演英國、普魯士、奧地利及俄羅斯的反法聯盟會戰、率領拿破崙的部隊經歷歷史上的重要戰役的拿破崙經典戰役，以及可依玩家喜好編制戰場及部隊的自定義模式。
本作包含四个歷史戰役，其中两个為拿破仑的早期军事生涯。第一个戰役是1796年的意大利战役，第二个是1798年的法国入侵埃及。两个戰役目標更小有助于推动故事。然而，法国的主要戰役目標是完全掌控歐洲，这类似于以前的全面战争游戏的整体戰役。相反，“反法聯軍戰役”允许玩家管理英国，俄罗斯，普鲁士或奥地利帝国，并企图打败欧洲的拿破仑帝國。每个主要的戰役都要求玩家获得一定数量的领地，虽然不像帝国：全面战争，人们不需要等到战役结束宣布获胜者。像帝国一样，革命和暴动可以影响玩家的戰役（法国有免疫革命的特性）。在全面战爭系列中，首次在地图上加入軍隊損耗元素。根据不同的地理位置，军队會因酷暑或風雪而減員。与帝国不同，军队在战役中的损失在己方、友好地区自动补充。一些拿破仑最着名的战役，如奥斯特利茨之戰、金字塔之战和滑铁卢，可作为獨立於主戰役的历史场景。
与以前的全面战争游戏，战斗可以手动或自动解决时，两个敌对军队或海军在战役地图上相遇。军队和海军分别由拿破仑时代的陆地单位和船舶组成。在战斗地图上，如果他设法击溃整个敌方军队，而攻击者设法击败攻击者，或者当时间限制用尽时，至少有一个单位生還，则攻击者将获胜，而战败方会在战略地图模式随机移动数步后停下，随后该部队无法再次在战略地图上移动，意味着敌军在自己回合内可以派出仍然具备移动点数的部队攻击玩家，玩家却无法拒绝作战。若果人工智能执意攻击玩家，玩家在强制作战后被击败，则玩家的这支部队彻底被消灭，消失在战略地图上。类似于帝国，陆地单位配备了火药武器，如火枪和大炮和近战武器，如剑、军刀和刺刀，在与敌军交火时影响最大的因素是士兵的综合参数值，比如当玩家的陆军士气与命中率以及武器装填技术参数值均高于电脑的陆军士兵的时候，那么战斗的实力明显是玩家更占优势，也就意味着从交火结局来讲玩家的胜算更大，该数值没有具体列举出来，但是可通过战斗平衡条来判断双方的作战实力。每一个单位都有士气，如果发生大量伤亡，或者他们的侧翼遭受敌军猛烈进攻而伤亡很大，那么就会导致士气极速下降，在交战过程中，命中率是火器战斗最直接的参数值，两支部队在平原上互相射击对方，前提是没有任何掩体或者影响命中率的障碍物，装填技术较高的一方会提高开火频率以及降低哑火率，率先击倒敌方，己方士兵人数损失过快的一方士气将会下降，当士气值低于敌军单位时，己方单位会溃退，士气条将会变成白色显示在单位上方，一旦一个单位的士气被打破，它会溃败并试图逃离战场，在溃退过程中如果继续遭受敌军的攻击，则会由溃退转变成败退，士气值将会清零，从而无论是否力量的平衡发生变化，破碎的单位都不可以恢复士气，因此为了确保这些敌军单位不会成为威胁，玩家应该用轻骑兵追逐他们，或者利用己方的炮兵连继续攻击敌军逃兵直至对方完全败退。步兵单位可以透過交火和近战來戰勝對手，骑兵通常只能用於近战，而炮兵部队最好从远处攻击目标。本作还实施了一个功能，當玩家在玩歷史戰役模式时，几个著名的指挥官，包括拿破仑、威靈頓公爵、庫圖佐夫、布呂歇爾、卡爾大公等人，並不會在战场上陣亡，只會顯示受伤并送回该派系的主要首都。
为实时战斗实施了一个新的物理系统，例如，当炮弹击中地面时，他们离开了撞击坑。火药烟雾徘徊，降低了旷日持久的能见度。创意装配工作室主任Mike Simpson报告说，有一些环境因素会影响战场战术：当下雨时火药回火，景观的高度影响弹药的范围。一个单元内的个体现在变化程度更大，并且不再像以前的系列标题那样通用。广告系列地图的焦点更窄，但比Empire的广告系列地图更详细。
拿破仑的胜利：全面战争中一個回合代表两个星期，而之前的冠军戰役相当于至少六个月。此外，游戏的人工智能系统已被修改。还有一个新的统一系统，包括约355不可编辑的制服，到目前为止从未被释放，对其创造的怀疑。
此外，拿破仑：全面战争包含几个新的多人游戏功能和语音命令实用程序通过Steam与其他玩家说话。与以前的Total War游戏不同，现在可以选择“多人游戏”模式：当在计算机上玩游戏时，可以允许另一个用户通过大厅加入并控制。

## 可用派系
以下是遊戲中可使用的派系（共11個）：
- 法蘭西第一共和國/第一帝國
- 大不列颠王国
- 奧地利帝國
- 普魯士王國
- 鄂圖曼帝国
- 俄羅斯帝國
- 西班牙王國（僅限自訂戰役模式與半島戰爭模式）
- 葡萄牙王國（僅限自訂戰役模式）
- 丹麥-挪威聯合王國（僅限自訂戰役模式）
- 瑞典王國（僅限自訂戰役模式）
- 荷蘭王國（僅限自訂戰役模式陸戰）
- 巴達維亞共和國（僅限自訂戰役模式海戰）